# Tanker

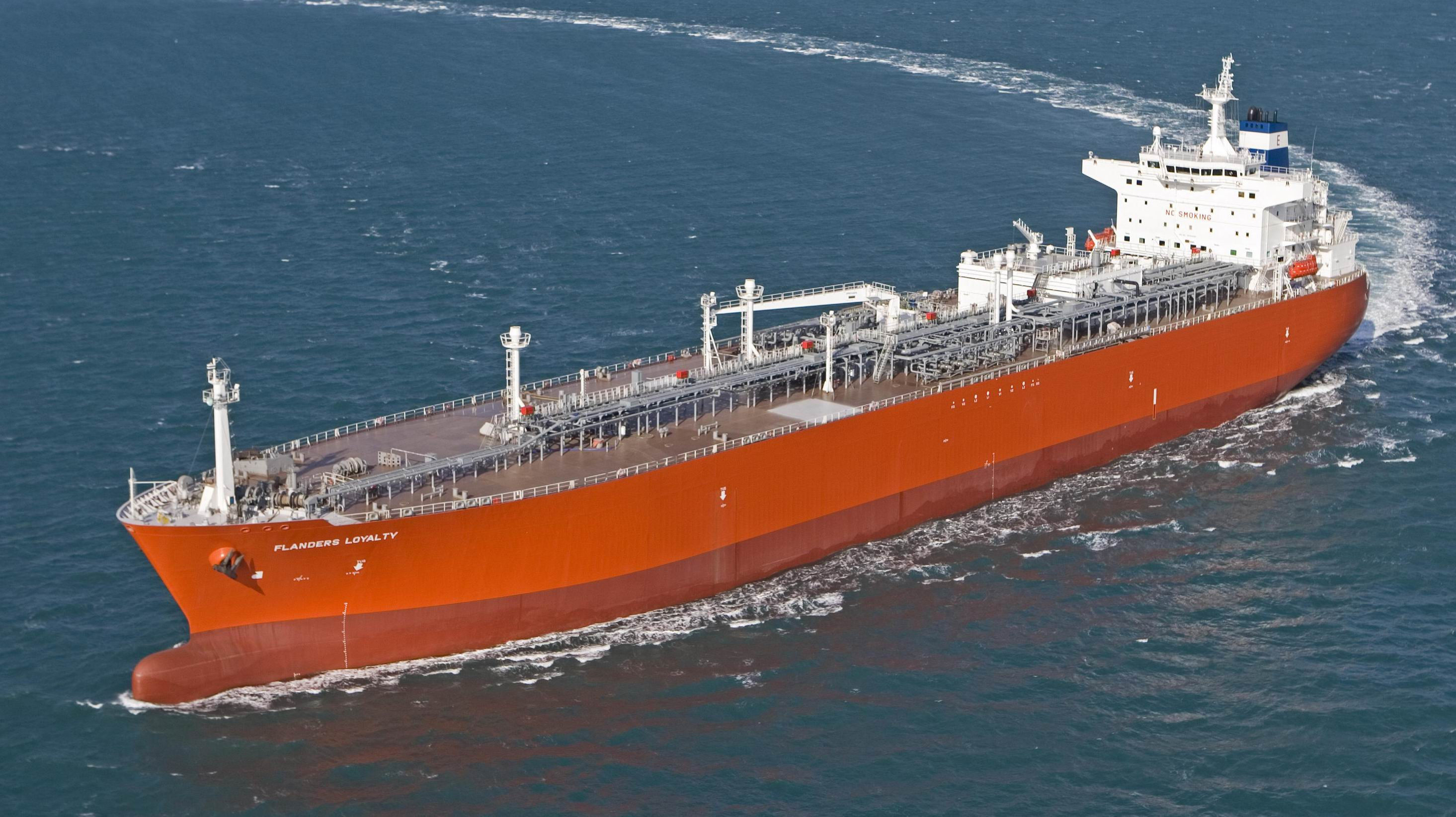
Tanker Flanders Loyalty

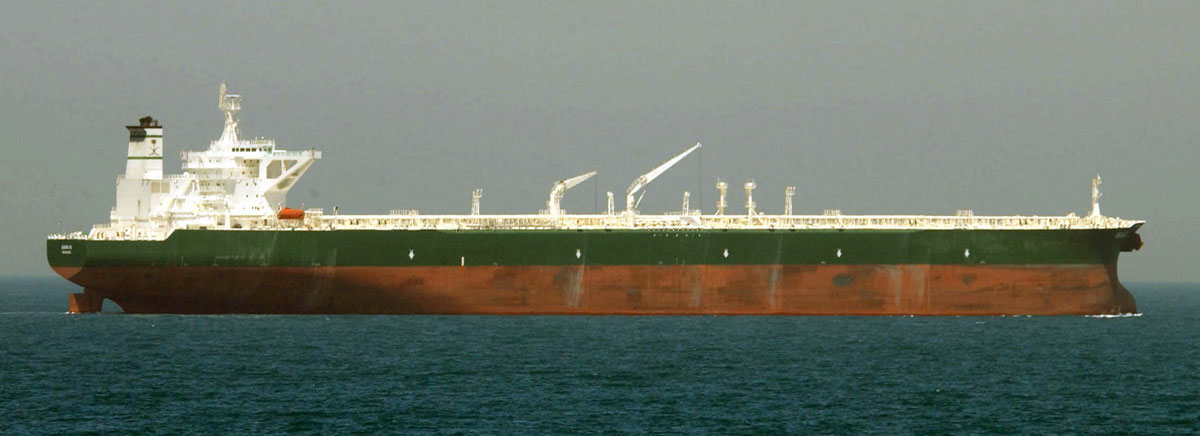
Supertanker AbQaiq

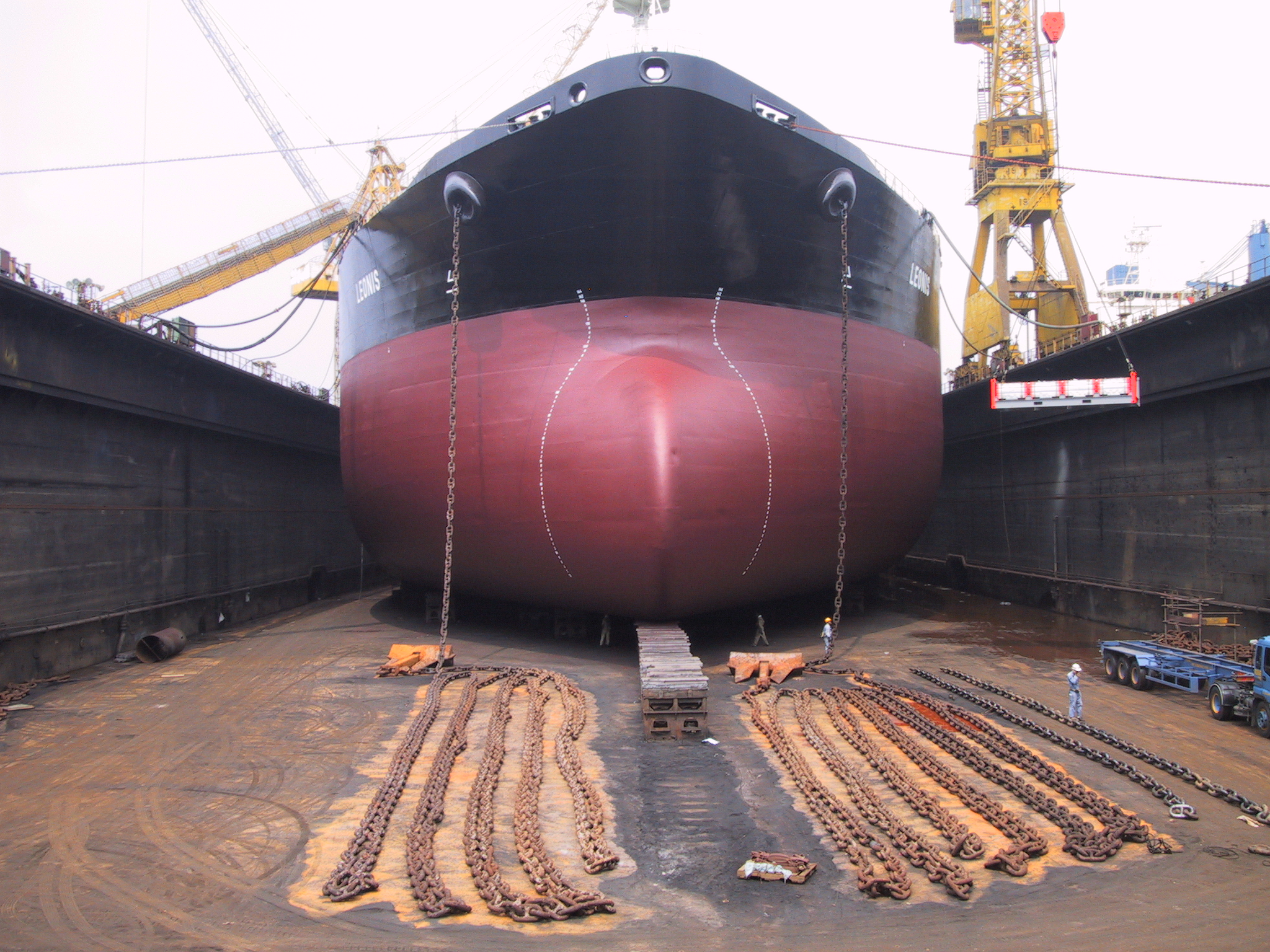
Tanker Leonis v suchém doku

Tanker je plavidlo pro kapalný náklad, většinou obchodní námořní nákladní loď. Obvyklým přepravovaným zbožím bývá surová ropa, zkapalněný plyn (LPG, LNG), chemikálie, pitná voda ad.

## Historie
Za první tanker bývá označována loď Glückauf, postavená v roce 1886. Před tím byly kapaliny převáženy v sudech na běžných nákladních lodích nebo specializovaných lodí jako byla Koga. Později byly pro tyto účely zřízeny na lodích speciální válcové nádrže.

## Kategorie
Podle velikosti jsou tankery řazeny do následujících kategorií:
| Náklad DWT      | Název                           |
| --------------- | ------------------------------- |
| 10 000–24 999   | General Purpose tanker          |
| 25 000–44 999   | Medium Range tanker             |
| 45 000–79 999   | Large Range 1, LR1              |
| 80 000–159 999  | Large Range 2, LR2              |
| 160 000—319 999 | Very Large Crude Carrier, VLCC  |
| 320 000—549 999 | Ultra Large Crude Carrier, ULCC |

V případě ropných produktů je klasifikace někdy tato:
| Náklad v dwt    | Název                           | Délka v [m] |
| --------------- | ------------------------------- | ----------- |
| 10 000—45 000   | Product tanker                  | < 205       |
| 45 000—60 000   | Coastal tanker                  | 205         |
| 60 000—80 000   | Panamax                         | 289         |
| 75 000—115 000  | Aframax                         | 255         |
| 120 000—200 000 | Suezmax                         | 285         |
| 200 000—315 000 | Very Large Crude Carrier, VLCC  | 330         |
| 320 000—550 000 | Ultra Large Crude Carrier, ULCC | 415         |

kde dwt – deadweight – je maximální tonáž nákladu, kterou tanker může bezpečně převážet (v tunách).
Pro suchý náklad existují další názvy s „max“ na konci (Seawaymax, Chinamax, Aframax). Název může napovědět, že:
- tankery Panamax mohou proplout Panamským kanálem
- tankery Suezmax mohou proplout Suezským kanálem
- tankery Seawaymax mohou proplout průplavem svatého Vavřince (Montreal, Kanada)
- tankery Capesize mohou proplout Střelkovým mysem a mysem Horn
- tankery Chinamax jsou dimenzovány na velké přístavy v čínských přímořských městech
- AFRA z Aframax je zkratka Average Freight Rate Assessment, standardu tankerů vytvořeným spol. Standard Oil z roku 1954

Podrobnější klasifikace tankerů, včetně rozměrů